# Quinupristina-dalfopristina
La combinazione dei due principi attivi quinupristina e dalfopristina è indicata per il trattamento delle infezioni da stafilococchi e da Enterococcus faecium resistente alla vancomicina.  

## Farmacocinetica
Il farmaco può essere somministrato solo per via endovenosa, i picchi ematici sono molto vari a seconda delle dosi. Il legame sierico è del 70 % ed ha una buona distribuzione tissutale, anche se non supera facilmente la barriera ematoencefalica. L'antibiotico ha una elevata presenza nei macrofagi e  nel tessuto cardiaco.
Il Quinupristin-dalfopristin è metabolizzato a livello epatico grazie al citocromo P450 ed è eliminato per via epatobiliare. L'emivita plasmatica è bassa e non si modifica in caso di insufficienza epatica o renale.

## Farmacodinamica
Il farmaco si lega alla subunità ribosomiale 50S delle cellule batteriche e, interferendo con le normali funzioni ribosomiali, causa inibizione della sintesi proteica. Lo spettro d'azione è orientato sui gram+ come streptococchi, stafilococchi, peptococchi, peptostrptococchi e clostridi; Risulta efficace sull'Enterococcus faecium anche multiresistente. Anche alcuni gram- sono uccisi dal qiunupristin-dalfopristin come gonococchi, legionelle e moraxelle. Non sono presenti resistenze crociate con altri antibiotici.

## Uso clinico
Il Quinupristin-dalfopristin è usato su germi sensibili resistenti agli altri antibiotici.

## Effetti collaterali
L'antibiotico è ben tollerato; può causare tromboflebiti nel 5% dei pazienti, artralgie e mialgie.

## Interazioni
Essendo un inibitore del citocromo P450 può innalzare i livelli ematici di : astemizolo, cisapride, ciclosporina, diazepam, midazolam, nifedipina, carbamazepina, terfenadina, lovastatina e altre statina, antivirali inibitori della transcriptasi inversa, inibitori non nucleosidi, verapamil, chinidina, vincristina, tacrolimus, lidocaina e bloccanti del canale del calcio